# Jens Schöne
Jens Schöne (* 1970 in Staßfurt) ist ein deutscher Zeithistoriker und Autor.

## Leben
Jens Schöne besuchte in Rhinow (Kreis Rathenow) die Schule und absolvierte danach an der Betriebsberufsschule des VEG Kaltenhausen in Jüterbog eine Berufsausbildung mit Abitur zum Facharbeiter für Tierproduktion. Er studierte an der Humboldt-Universität zu Berlin Neuere und Neueste Geschichte sowie Anglistik. Promoviert wurde er 2004 an der Freien Universität Berlin mit einer Arbeit über die Kollektivierung der DDR-Landwirtschaft. In den Jahren 2004 bis 2006 war er Mitarbeiter der Bundesstiftung zur Aufarbeitung der SED-Diktatur; seit 2006 ist er Mitarbeiter beim und seit 2007 Stellvertreter des Beauftragten zur Aufarbeitung der SED-Diktatur im Land Berlin (bis 2017 hieß die Behörde Berliner Landesbeauftragter zur Aufarbeitung der Unterlagen des Staatssicherheitsdienstes der ehemaligen Deutschen Demokratischen Republik). Nach 2007 war  Schöne außerdem als Lehrbeauftragter und nach 2019 als Assoziierter Mitarbeiter an der Humboldt-Universität zu Berlin tätig.
Als Forscher und Autor hat sich Schöne unter anderem mit der Wirtschafts- und Sozialgeschichte der DDR, Agrargeschichte des 20. Jahrhunderts und Geschichte des geteilten Berlins beschäftigt.

## Schriften
- Landwirtschaftliches Genossenschaftswesen und Agrarpolitik in der SBZ/DDR 1945–1950/51. Stuttgart 2000.
- Frühling auf dem Lande? Die Kollektivierung der DDR-Landwirtschaft. Ch. Links, Berlin 2005, ISBN 3-86153-360-X.
- (mit Falco Werkentin) 17. Juni 1953 (BL Stasi) Berlin, 2005, ISBN 3-934085-16-4.
- Stabilität und Niedergang (BL Stasi), Berlin, 2006, ISBN 3-934085-25-3.
- Erosion der Macht (BL Stasi) Berlin, 2008, ISBN 978-3-934085-20-6.
- Die friedliche Revolution. Berlin 2008, ISBN 978-3-929829-97-6.
  - (engl.) The Peaceful Revolution Berlin 2009, ISBN 978-3-86855-012-2.
- Das sozialistische Dorf, Leipzig, 2008, ISBN 978-3-374-02595-4.
- Ende einer Utopie, Berlin 2011, ISBN 978-3-86368-000-8.
- Volksaufstand, Berlin 2013, ISBN 978-3-86368-076-3.
- Ronald Reagan in Berlin. Der Präsident, die Staatssicherheit und die geteilte Stadt. be.bra Wissenschaftsverlag, Berlin 2016, ISBN 978-3-95410-084-2.
- Uta Bretschneider, Jens Schöne: Provinz Lust. Erotikshops in Ostdeutschland. Ch. Links Verlag, Berlin 2024, ISBN 978-3-96289-198-5.

Herausgaben
- Revolution (BL Stasi) Berlin, 2010, ISBN 978-3-934085-33-6.

Onlinepublikationen
- Die Landwirtschaft der DDR 1945–1990 (Memento vom 22. Februar 2015 im Internet Archive) (PDF; 195 kB)
- Jenseits von Berlin. Mauerbau, Landwirtschaft und ländliche Gesellschaft der DDR